# European Touring Car Cup 2009
European Touring Car Cup 2009 – piąta edycja pucharu wyścigowego European Touring Car Cup. Składała się ona z pojedynczej rundy na portugalskim torze Circuito Vasco Sameiro rozegranej 25 października, w przeciwieństwie do edycji 2010, kiedy to odbyły się trzy rundy. Runda złożona była z dwóch wyścigów mających 17 okrążeń. Po raz pierwszy samochody były podzielone na trzy kategorie: Super 2000, Superprodukcyjną i Super 1600. Wygrali je odpowiednio James Thompson, Marcis Birkens i Carsten Seifert.

## Lista startowa
| Zespół                   | Samochód            | Nr. | Kierowca              | Regularna seria                     | Klasa |
| ------------------------ | ------------------- | --- | --------------------- | ----------------------------------- | ----- |
| Perfection Racing        | Chevrolet Lacetti   | 1   | Michel Nykjær         | Danish Touring Car Championship     | S2000 |
| Engström Motorsport      | Honda Accord Euro R | 2   | Tomas Engström        | Swedish Touring Car Championship    | S2000 |
| Liqui Moly Team Engstler | BMW 320si           | 3   | Urmas Kitsing         | Niemiecka ADAC Procar Series        | S2000 |
| Liqui Moly Team Engstler | BMW 320si           | 4   | Franz Engstler        | World Touring Car Championship      | S2000 |
| SEAT Sport               | SEAT León TDi       | 5   | Norbert Michelisz     | SEAT León Eurocup                   | S2000 |
| Veloso Motorsport        | SEAT León TFSi      | 6   | Francisco Carvalho    | Portuguese Touring Car Championship | S2000 |
| Maurer Motorsport        | Chevrolet Lacetti   | 7   | Vincent Radermecker   | Niemiecka ADAC Procar Series        | S2000 |
| Maurer Motorsport        | Chevrolet Lacetti   | 8   | José Monroy           | Portuguese Touring Car Championship | S2000 |
| Bamboo Engineering       | Chevrolet Lacetti   | 9   | Duarte Fèlix da Costa | Portuguese Touring Car Championship | S2000 |
| Bamboo Engineering       | Chevrolet Lacetti   | 10  | Harry Vaulkhard       | British Touring Car Championship    | S2000 |
| Hartmann Honda Racing    | Honda Accord Euro R | 11  | James Thompson        | Różne                               | S2000 |
| Hartmann Honda Racing    | Honda Accord Euro R | 12  | Per Poulsen           | Danish Touring Car Championship     | S2000 |
| Sports & You             | BMW 320si           | 14  | José Pedro Fontes‡    | Portuguese Touring Car Championship | S2000 |
| AV Motorsport            | Honda Civic Type-R  | 21  | Marcis Birkens        | Baltic Touring Car Championship     | SPro  |
| Sport-Garage             | Volkswagen Golf IV  | 22  | Nikołaj Karamyszew    | Russian Touring Car Championship    | SPro  |
| Sport-Garage             | BMW 320i            | 23  | Michaił Zasadych      | Russian Touring Car Championship    | SPro  |
| NK Racing Team           | Ford Fiesta ST      | 31  | Carsten Seifert       | Niemiecka ADAC Procar Series        | S1600 |

| Symbol | Klasa            |
| ------ | ---------------- |
| S2000  | Super 2000       |
| SPro   | Superprodukcyjna |
| S1600  | Super 1600       |

## Wyniki
| Legenda oznaczeń w tabelach wyników Wyświetl szablon na nowej stronie | Legenda oznaczeń w tabelach wyników Wyświetl szablon na nowej stronie                                                                     |
| Oznaczenie                                                            | Wyjaśnienie |
| --------------------------------------------------------------------- | --- |
| Złoty                                                                 | Zwycięzca lub mistrzostwo |
| Srebrny                                                               | 2. miejsce lub wicemistrzostwo |
| Brązowy                                                               | 3. miejsce lub II wicemistrzostwo |
| Zielony                                                               | Ukończył, punktował (w klasyfikacji generalnej, gdy zdobył co najmniej jeden punkt na przestrzeni sezonu, poza trzema powyższymi opcjami) |
| Niebieski                                                             | Ukończył, nie punktował (w klasyfikacji generalnej, gdy nie zdobył co najmniej jednego punktu na przestrzeni sezonu)                      |
| Czerwony                                                              | Nie zakwalifikował się (NZ) |
| Czerwony                                                              | Nie prekwalifikował się (NPK) |
| Różowy                                                                | Nie ukończył (NU) |
| Różowy                                                                | Niesklasyfikowany (NS) (w klasyfikacji generalnej, gdy nie został sklasyfikowany w żadnym wyścigu sezonu)                                 |
| Czarny                                                                | Zdyskwalifikowany (DK) |
| Czarny                                                                | Wykluczony (WYK/EX) |
| Biały                                                                 | Nie wystartował (NW) |
| Biały                                                                 | Kontuzjowany (K/INJ) |
| Biały                                                                 | Wyścig odwołany (OD/C) |
| Bez koloru                                                            | Został wycofany (WYC/WD) |
| Bez koloru                                                            | Nie przybył (NP/DNA) |
| Bez koloru                                                            | Nie brał udziału w treningach (NT/DNP) |
| Bez koloru                                                            | Nie został zgłoszony (–) |
| Pogrubienie                                                           | Start z pole position |
| Kursywa                                                               | Najszybsze okrążenie wyścigu |
| †                                                                     | Nie ukończył, ale jego rezultat został zaliczony ze względu na przejechanie więcej niż 90% dystansu wyścigu.                              |
| *                                                                     | Sezon w trakcie |
| 1/2/3                                                                 | Punktowana pozycja w sprincie kwalifikacyjnym                                                                                             |
| Lista systemów punktacji Formuły 1                                    | |

| Poz.             | Kierowca              | BRA        | BRA        | Pkt.       |
| Super 2000       | Super 2000            | Super 2000 | Super 2000 | Super 2000 |
| ---------------- | --------------------- | ---------- | ---------- | ---------- |
| 1                | James Thompson        | 3          | 1          | 16         |
| 2                | Franz Engstler        | 2          | 2          | 16         |
| 3                | Norbert Michelisz     | 1          | 5          | 14         |
| 4                | Francisco Carvalho    | 7          | 4          | 7          |
| 5                | Harry Vaulkhard       | 5          | 6          | 7          |
| 6                | Tomas Engström        | 9          | 3          | 6          |
| 7                | Michel Nykjær         | 4          | NU         | 5          |
| 8                | José Monroy           | 6          | NU         | 3          |
| 9                | Duarte Félix da Costa | 8          | 7          | 3          |
| 10               | Per Poulsen           | NU         | 8          | 1          |
| 11               | Urmas Kitsing         | 10         | NU         | 0          |
| Super Production |                       |            |            |            |
| 1                | Marcis Birkens        | 11         | 9          | 20         |
| 2                | Michaił Zasadych      | 12         | 11         | 16         |
| 3                | Nikołaj Karamyszew    | 14         | NU         | 6          |
| Super 1600       |                       |            |            |            |
| 1                | Carsten Seifert       | 13         | 10         | 20         |
| Poz.             | Kierowca              | BRA        | BRA        | Pkt.       |